# Бицадзе, Бадри Ревазович
Ба́дри Рева́зович Бица́дзе (груз. ბადრი რევაზის ძე ბიწაძე, Ба́дри Рева́зис дзе Бица́дзе; 27 апреля 1960 Чиатура, Грузинская ССР) — грузинский оппозиционный политик, муж Нино Бурджанадзе, бизнесмен.

## Биография
Родился 27 апреля 1960 года в Чиатуре, в Грузинской ССР.
В 1984 году окончил юридический факультет Тбилисского государственного университета, а 1990 году — аспирантуру Всесоюзного НИИ по правопорядку и укреплению законности в Москве со степенью кандидата юридических наук. Является автором около десяти научных статей.
С 1984 года трудился на должности следователя в органах прокуратуры Грузии. С 1992 по 1996 года — прокурор Крцанисского района Тбилиси.
С 1996 по 1997 года — прокурор Надзаладевского района.
В 1997—2001 годах был Главным военным прокурором Грузии, а с 2002 по 2003 года — заместителем Генпрокурора. В ноябре 2003 года ушёл с поста (за две недели до досрочной отставки Эдуарда Шеварднадзе с поста президента).
С февраля 2004 по октябрь 2008 года был руководителем пограничной службы Грузии, в ранге генерал-лейтенанта.
В октябре 2008 года подал в отставку и через месяц стал членом оппозиционной партии «Демократическое движение — Единая Грузия», которую создала тогда его супруга Нино Бурджанадзе.
В ночь на 26 мая 2011 года в Тбилиси принимал участие в митинге оппозиции, проводившимся движением «Представительное народное собрание», в связи с чем главной прокуратурой Грузии привлечён к ответственности по обвинению в нападении на полицейских.
Возглавляет неправительственную организацию по охране госграниц.